# Ali Kaya
Ali Kaya (ur. 20 kwietnia 1994 jako Stanley Kiprotich Mukche) – turecki lekkoatleta pochodzenia kenijskiego specjalizujący się w biegach długich. Do 5 czerwca 2013 reprezentował Kenię.
W 2013 zdobył złote medale na 5000 i 10 000 metrów podczas mistrzostw Europy juniorów w Rieti. W tym samym roku zdobył złoty i srebrny medal igrzysk solidarności islamskiej w Palembangu oraz startując w biegu juniorów, stanął na najwyższym stopniu podium mistrzostw Europy w biegach przełajowych. W 2014 zdobył brąz w biegu na 10 000 metrów podczas mistrzostw Europy w Zurychu oraz sięgnął po złoto i srebro na mistrzostwach Europy w biegach przełajowych. W 2015 zdobył dwa złote medale młodzieżowych mistrzostw Europy oraz triumfował w biegu seniorów podczas mistrzostw Starego Kontynentu w przełajach.
Reprezentant kraju na drużynowych mistrzostwach Europy.

## Osiągnięcia
| Rok  | Impreza                                   | Miejsce        | Konkurencja           | Pozycja     | Wynik    |
| ---- | ----------------------------------------- | -------------- | --------------------- | ----------- | -------- |
| 2013 | Mistrzostwa Europy juniorów               | Rieti          | bieg na 5000 metrów   | 1. miejsce  | 13:49,76 |
| 2013 | Mistrzostwa Europy juniorów               | Rieti          | bieg na 10 000 metrów | 1. miejsce  | 28:31,16 |
| 2013 | Igrzyska solidarności islamskiej          | Palembang      | bieg na 5000 metrów   | 2. miejsce  | 14:04,59 |
| 2013 | Igrzyska solidarności islamskiej          | Palembang      | bieg na 10 000 metrów | 1. miejsce  | 29:36,64 |
| 2013 | Mistrzostwa Europy w biegach przełajowych | Belgrad        | bieg juniorów         | 1. miejsce  | 17:49    |
| 2014 | Halowe mistrzostwa krajów bałkańskich     | Stambuł        | bieg na 3000 metrów   | 1. miejsce  | 7:52,15  |
| 2014 | Halowe mistrzostwa świata                 | Sopot          | bieg na 3000 metrów   | eliminacje  | 7:51,27  |
| 2014 | Puchar Europy w biegu na 10 000 metrów    | Skopje         | bieg na 10 000 metrów | 2. miejsce  | 28:17,82 |
| 2014 | Superliga drużynowych mistrzostw Europy   | Brunszwik      | bieg na 3000 metrów   | 8. miejsce  | 8:00,00  |
| 2014 | Superliga drużynowych mistrzostw Europy   | Brunszwik      | bieg na 5000 metrów   | 3. miejsce  | 13:56,64 |
| 2014 | Mistrzostwa Europy                        | Zurych         | bieg na 5000 metrów   | 9. miejsce  | 14:12,53 |
| 2014 | Mistrzostwa Europy                        | Zurych         | bieg na 10 000 metrów | 3. miejsce  | 28:08,72 |
| 2014 | Puchar interkontynentalny                 | Marrakesz      | bieg na 5000 metrów   | 5. miejsce  | 13:42,45 |
| 2014 | Mistrzostwa Europy w biegach przełajowych | Samokow        | bieg seniorów         | 2. miejsce  | 32:19    |
| 2015 | Halowe mistrzostwa Europy                 | Praga          | bieg na 3000 metrów   | 1. miejsce  | 7:38,42  |
| 2015 | Młodzieżowe mistrzostwa Europy            | Tallinn        | bieg na 5000 metrów   | 1. miejsce  | 13:20,16 |
| 2015 | Młodzieżowe mistrzostwa Europy            | Tallinn        | bieg na 10 000 metrów | 1. miejsce  | 27:53,38 |
| 2015 | Mistrzostwa świata                        | Pekin          | bieg na 5000 metrów   | 9. miejsce  | 13:56,51 |
| 2015 | Mistrzostwa świata                        | Pekin          | bieg na 10 000 metrów | 7. miejsce  | 27:43,69 |
| 2015 | Mistrzostwa Europy w biegach przełajowych | Hyères         | bieg seniorów         | 1. miejsce  | 29:20    |
| 2016 | Mistrzostwa Europy                        | Amsterdam      | bieg na 10 000 metrów | 2. miejsce  | 28:21,42 |
| 2016 | Igrzyska olimpijskie                      | Rio de Janeiro | bieg na 5000 metrów   | eliminacje  | 14:05,34 |
| 2016 | Igrzyska olimpijskie                      | Rio de Janeiro | bieg na 10 000 metrów | –           | DNF      |
| 2017 | Halowe mistrzostwa Europy                 | Belgrad        | bieg na 3000 metrów   | 9. miejsce  | 8:08,92  |
| 2017 | Igrzyska solidarności islamskiej          | Baku           | bieg na 5000 metrów   | 5. miejsce  | 13:30,24 |
| 2017 | Igrzyska solidarności islamskiej          | Baku           | bieg na 10 000 metrów | 4. miejsce  | 27:54,41 |
| 2017 | I liga drużynowych mistrzostw Europy      | Vaasa          | bieg na 3000 metrów   | 2. miejsce  | 7:59,54  |
| 2017 | I liga drużynowych mistrzostw Europy      | Vaasa          | bieg na 5000 metrów   | 1. miejsce  | 13:36,75 |
| 2017 | Mistrzostwa Europy w biegach przełajowych | Šamorín        | bieg seniorów         | 21. miejsce | 30:47    |

## Rekordy życiowe
- bieg na 3000 metrów (stadion) – 7:38,65 (2015) rekord Turcji
- bieg na 3000 metrów (hala) – 7:38,42 (2015) rekord Turcji
- bieg na 5000 metrów – 13:00,31 (2015) rekord Turcji, rekord Europy młodzieżowców
- bieg na 10 000 metrów – 27:24,09 (2015) rekord Turcji, rekord Europy młodzieżowców
- półmaraton – 1:00:16 (2016) rekord Turcji